# Ваља Парулуј (Телеорман)
Ваља Парулуј (рум. Valea Părului) насеље је у Румунији у округу Телеорман у општини Марзанешти. Oпштина се налази на надморској висини од 38 m.

## Становништво
Према подацима из 2002. године у насељу је живело 1010 становника, од којих су сви румунске националности.